# Нам Олег В'ячеславович
Оле́г В'ячесла́вович На́м — український спортивний тренер.

## Біографія
Олег Нам народився 26 липня 1973 року в Янгіері, Сирдар'їнська область. Тренувати він почав ще в юності, коли, будучи старшим сином у родині ходив в школу захищати молодших братів, а пізніше почав відточувати їх навички на березі місцевого зрошувального каналу. Сам Олег Нам тренувався у Рудольфа Михайловича Нама і вважає його своїм першим тренером, який дав йому ази східних єдиноборств.
У 90-ті роки Олег Нам переїхав до столиці України — Київ в пошуках кращого життя. Незважаючи на важкий початок, в даний час його школа є однією з кращих в країні. У жовтні 2012 року призначений головним тренером жіночої юніорської збірної з тхеквондо, а наприкінці 2014 роки очолив основну збірну. Його вихованки — багаторазові чемпіонки України, Європи та призери чемпіонату світу.
Представляє спортивне товариство «Артем», що входить до складу Федерації тхеквондо міста Києва.
Наприкінці 2014-го призначений головним тренером жіночої збірної України з тхеквондо.
Серед вихованців — Ірина Ромолданова.

## Державні нагороди
- Медаль «За працю і звитягу» (1 жовтня 2019) —За досягнення високих спортивних результатів на XXX Всесвітній літній Універсіаді у м. Неаполі (Італійська Республіка), виявлені самовідданість та волю до перемоги, піднесення міжнародного авторитету України[1]